# 프시타코사우루스
프시타코사우루스(Psittacosaurus→앵무새 도마뱀)는 프시타코사우루스과에 속하는 각룡류 공룡으로 백악기 전기, 1억3000만년에서 1억년 전에 현재의 몽골, 중국, 러시아, 태국에 살았다. 프시타코사우루스속은 종이 가장 많은 공룡 속이다. 아홉에서 열한 개의 종이 이 속에 속하고 현재의 내몽골, 외몽골, 시베리아 등지에서 화석이 발견되며 태국에서 발견된 화석이 추가로 여기에 속할 수도 있다.
프시타코사우루스의 모든 종은 가젤 정도 크기의 이족보행을 하는 초식성 동물로 위턱에 깊고 강력한 부리를 특징적으로 가지고 있다. 최소한 한 종은 길고 깃털처럼 생긴 구조를 꼬리와 등 뒤쪽에 가지고 있으며 아마도 과시에 쓰였을 것이다. 프시타코사우루스는 아주 초기의 각룡류이다. 적응을 통해 새로운 특징을 많이 가지게 되었지만 후기의 각룡류, 즉 프로토케라톱스나 트리케라톱스 등과 많은 해부학적 특징들을 공유하고 있다.
프시타코사우루스는 먼 친척인 트리케라톱스만큼 대중들에게 많이 알려지지는 않았지만 가장 완전하게 알려진 공룡 속들 중 하나다. 400 개체 이상의 화석이 발견되었고 그 중에는 완전한 골격도 많이 포함되어 있다. 갓 부화한 개체에서부터 성체까지 가장 많은 수의 서로 다른 연령대 화석이 발견되어 프시타코사우루스의 성장 속도와 생식 등에 대한 자세한 연구가 가능했다. 최근엔 피부화석으로 색을 알아내기도 했다. 풍부한 프시타코사우루스 화석 기록에 힘입어 동아시아의 백악기 하부 퇴적층에 대한 프시타코사우루스 생층서대가 확립되었다.

## 특징
프시타코사우루스의 여러 종들은 크기, 두개골 및 골격의 특징에서 차이가 있지만 몸의 전반적인 형태는 유사하다. 가장 잘 알려진 종인 P. mongoliensis는 몸길이 2 미터까지 자랐다. 성체의 몸무게는 P. mongoliensis의 경우 최고 20 킬로그램까지 나갔을 것이다. 몇몇 종은 크기가 P. mongoliensis 와 비슷한 정도였고 (P. lujiatunensis, P. neimongoliensis, P. xinjiangensis), 다른 종들은 조금 작았다.(P. sinensis, P. meileyingensis). P. ordosensis 가 가장 작은 종인데 P. mongoliensis 보다 30% 정도 작았다. 가장 큰 종은 P. lujiatunensis 와 P. sibiricus였지만 둘 다 P. mongoliensis 보다 많이 크진 않았다.

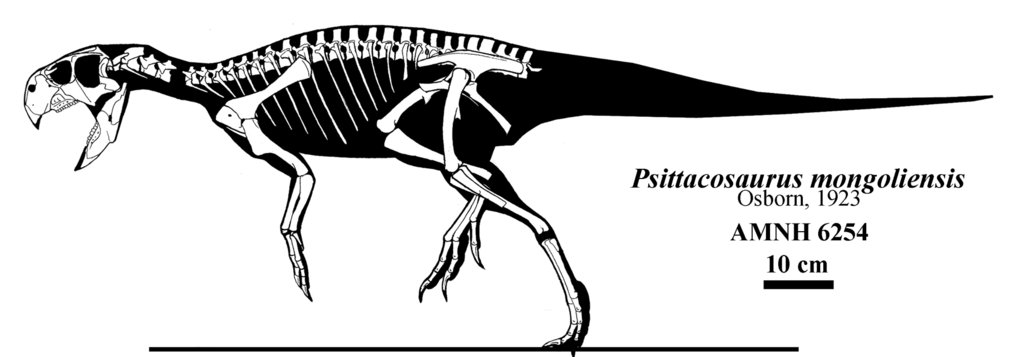
P. mongoliensis의 골격 복원

프시타코사우루스의 두개골은 당시의 다른 조반류 공룡들과 비교하면 상당히 분화된 것이었다. 두개골의 높이가 매우 높고 길이가 짧아 어떤 종은 옆에서 보기에는 거의 둥그런 형태였다. 안와 앞부분이 전테 두개골 길이의 40% 밖에 되지 않아 알려진 어떤 조반류 공룡보다 짧았다. 프시타코사우루스의 아래턱은 각 이빨 중심부 아래쪽으로 세로로 튀어나온 융기부가 있다는 특징이 있다. 위턱과 아래턱에는 눈에 잘 띄는 부리가 있는데 이것은 각각 주둥이뼈(rostral)와 전치골(predentary)로 구성되어 있다. 부리의 뼈 부분은 케라틴 질로 덮여 식물을 잘라낼 수 있게 날카로운 가장자리를 가지고 있다. 속명에서 알 수 있듯이 짧은 두개골과 부리는 현대의 앵무새와 얼핏 보기에 닮아 있다. 프시타코사우루스의 두개골은 더 분화된 각룡류에서 볼 수 있는 적응들을 몇 가지 가지고 있다. 위턱의 끝에 있는 주둥이뼈 (rostral bone), 광대뼈가 옆으로 펼쳐져 있는 것이 이에 해당된다. 하지만 뼈로 된 목 부분의 프릴이나 얼굴의 뿔 등은 후대의 각룡류에서만 나타난다. 뼈로 이루어진 뿔은 P. sibiricus에서 볼 수 있긴 하지만 수렴진화의 예로 생각된다.
프시타코사우루스의 두개골을 제외한 골격은 일반적인 이족보행 조반류 공룡의 전형적인 모습이다. P. mongoliensis 의 앞다리는 뒷다리 길이의 58% 정도밖에 안 되고 다른 종들도 비슷하다. 앞다리가 움직일 수 있는 범위를 보면 손목에서 손을 안쪽으로 회전시키거나 추진력을 얻기 위해 무언가를 밀쳐내는 식으로 움직일 수는 없었던 것으로 보여 항상 이족보행을 했으리라 생각된다. 대부분의 조반류 (여타 각룡류들 포함)가 다섯 개의 앞발가락을 가지고 있는데 반해 프시타코사우루스의 앞발에는 발가락이 네 개 있었다. 네 개의 발가락을 가진 뒷발은 전반적으로 다른 소형 조반류 공룡들과 매우 유사했다.

## 고생물학

### 일일행동패턴
프시타코사우루스의 공막고리뼈와 현생 조류 및 파충류의 공막고리뼈를 비교해 보면 프시타코사우루스는 낮과 밤 모두 짧은 간격으로 불규칙한 (cathemeral) 활동패턴을 보였을 것으로 생각된다.

### 식성

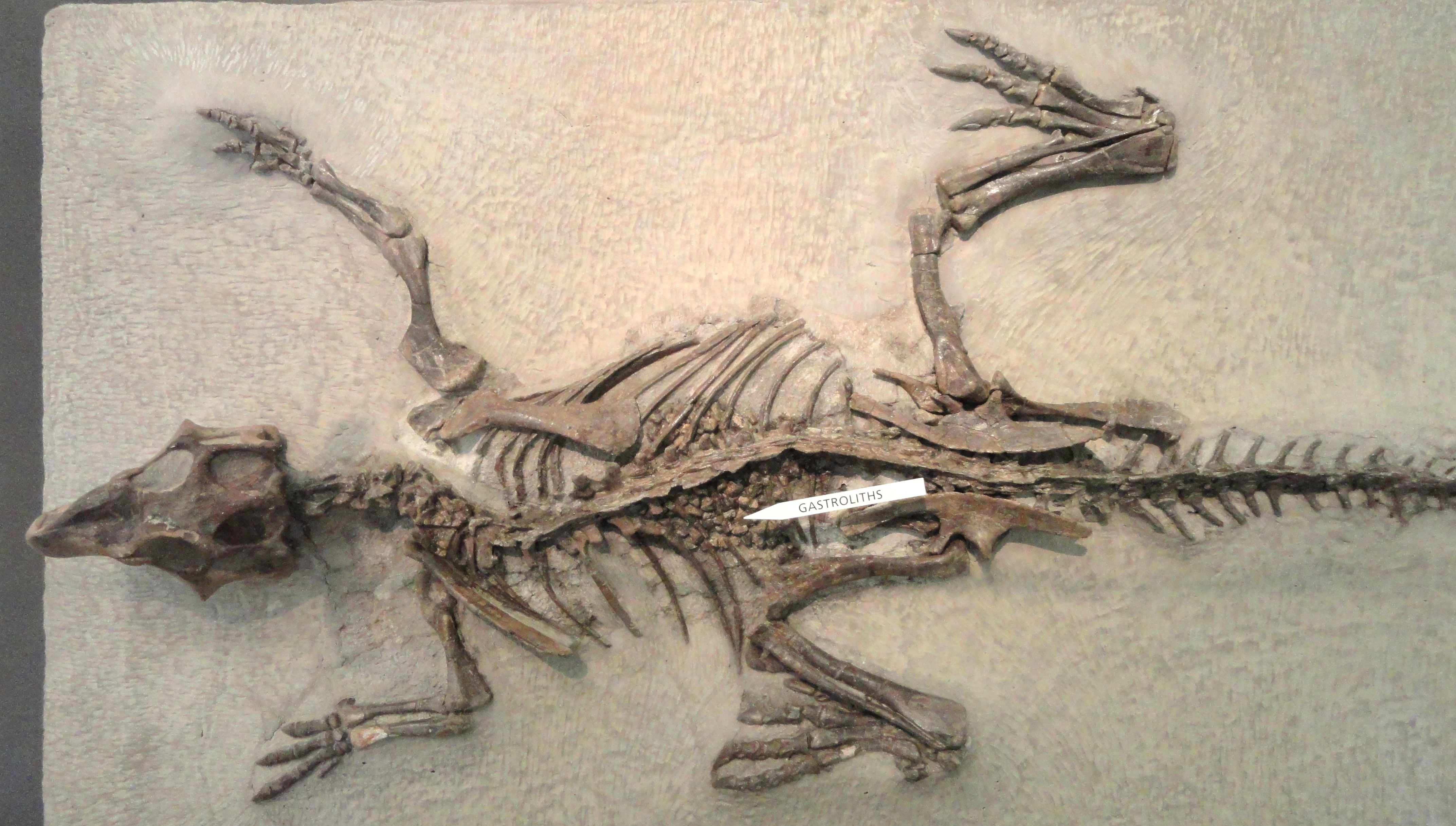
P. mongoliensis 의 표본인 AMNH 6254 복부에서 위석을 볼 수 있다.

프시타코사우루스의 이빨은 질긴 식물의 잎이나 줄기를 잘라내는데 유용하며 사용하다 보면 저절로 날이 세워지는 종류의 이빨이었다. 후대의 각룡류와 달리 프시타코사우루스의 이빨은 음식을 씹거나 저작하는 데는 적합하지 않았다. 대신 이들은 음식이 소화기를 지나가면서 잘게 부서질 수 있도록 삼켜놓은 돌인 위석을 이용했다. 위석은 50 개를 넘을 때도 있고, 종종 프시타코사우루스류의 복강에서 발견되며 현생 조류처럼 모래주머니에 들어있을 수 있다.
다른 공룡들과는 달리 프시타코사우루스는 두개 운동성을 가지고 있지 않다. 다시 말해 위턱과 아래턱은 각각 하나의 단위로 움직이며 그 내부에서 별도의 움직임이나 관절을 가지고 있지 않다는 의미다. 유일한 관절은 턱관절이며 프시타코사우루스는 턱관절을 이용해 아래턱을 앞뒤로 움직여 전단운동(shearing action)을 할 수 있었다. 다른 각룡류들과 달리 이들의 부리는 끝부분이 휘어있지 않고 둥글고 납작했다. 턱이 딱 맞는 위치에 있으면 부리는 입에 있는 물건을 자를 수 있었을 것이고 아래턱이 안쪽으로 들어가 있어 위쪽 부리가 아래쪽 부리를 덮고 있으면 호두까기 같은 기능을 했을 것이다. 견과류나 씨앗을 많이 먹는 식성은 보존이 좋은 프시타코사우루스 골격에서 종종 발견되는 위석과 잘 맞아떨어진다.

### 외피

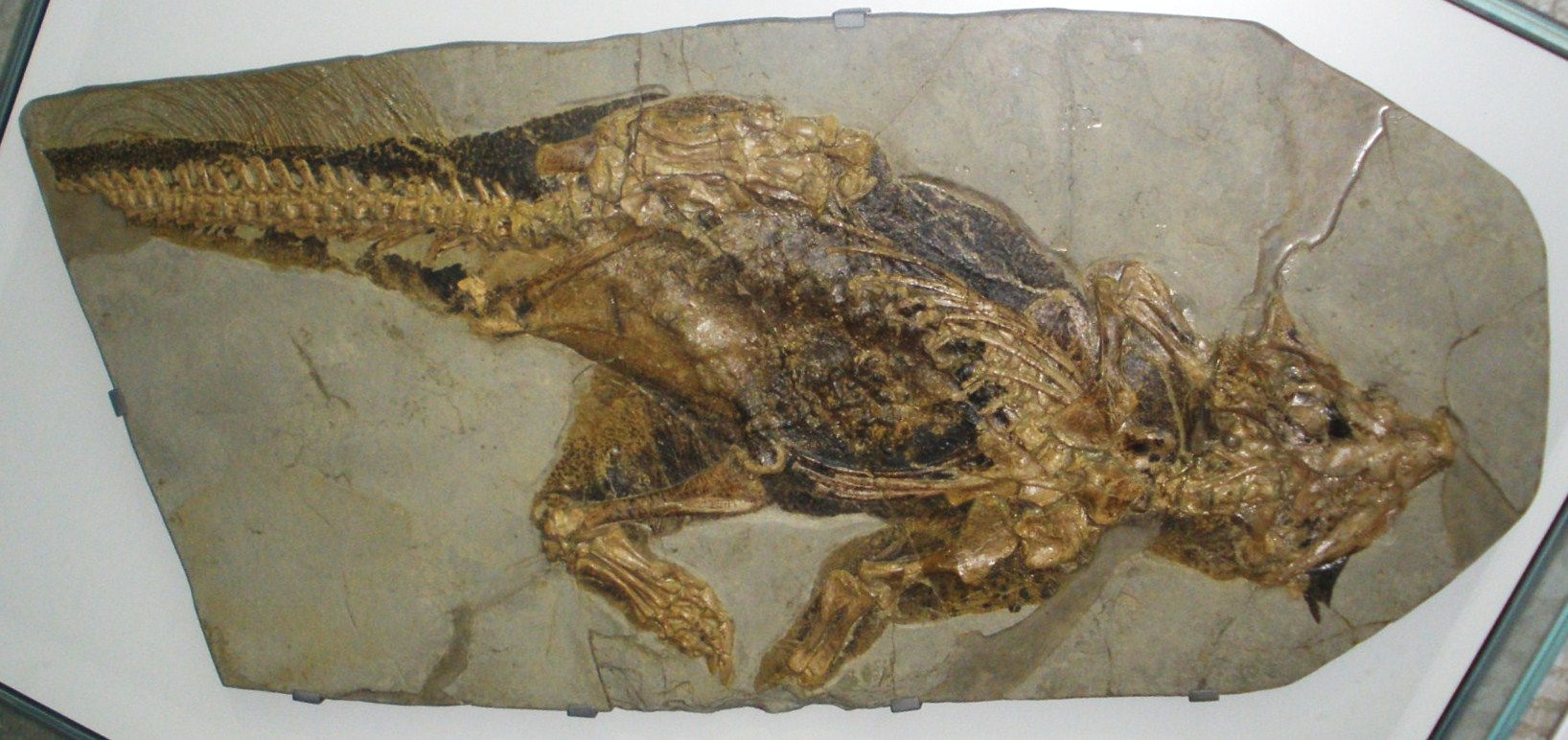
꼬리에 장식을 가지고 있는 표본. 젠켄베르그 박물관

프시타코사우루스의 몸을 덮고 있는 외피는 중국 랴오닝의 이셴 층(Yixian Formation)에서 발견된 표본으로부터 알려졌다. 이 표본은 정확한 종까지 분류가 되지 않았는데, 불법적으로 중국 외로 반출되어 독일 박물관이 구입을 했다가 현재는 표본을 중국으로 되돌려 주는 방안이 논의되고 있다.
몸의 대부분은 비늘로 덮여 있다. 큰 비늘들은 불규칙한 패턴으로 배열되어 있고 수많은 작은 비늘들이 큰 비늘 사이를 채우고 있어서 카스모사우루스 등 다른 각룡류의 피부 자국에서 발견된 것과 유사하다. 약 16 센티미터 정도 길이로 속이 빈 튜브 형태의 털처럼 보이는 일련의 구조가 보존되어 있는데 이것은 꼬리의 등쪽에 한 줄로 나있다. 일부 과학자들에 의하면 "현재로서는, 이 구조가 수각류 공룡들에서 볼 수 있는, 구조적으로 달라 보이는 깃털 내지 원시깃털과 생물학적으로 상동인지 확실히 판단할 수 있는 증거는 없다." 꼬리 위에 한 줄로만 나 있기 때문에 체온조절 보다는 같지는 않지만 과시 등의 의사소통에는 사용되었을 수 있다.

### 성장률

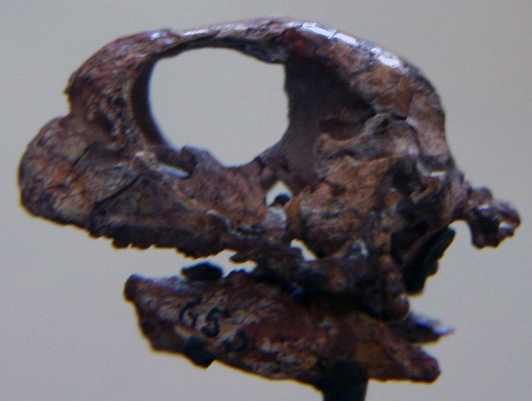
알에서 깨어난 지 얼마 안 되는 P. mongoliensis의 두개골. AMNH

프시타코사우루스의 어린 개체들이 여럿 발견되었다. 가장 작은 것은 깨어난 지 얼마 안 되는 P. mongoliensis 로 미국 자연사박물관에 보관되어 있으며 몸길이 11-13 센티미터, 두개골 길이 2.8 센티미터이다. AMNH 에 있는 비슷한 성장단계에 있는 개체의 두개골 길이는 4.6 센티미터이다. 두 표본 모두 몽골에서 발견된 것이다. 이셴 층에서 발견된 어린 개체들 역시 AMNH 의 표본들과 비슷한 연령대의 개체들이다.
P. mongoliensis의 조직학적 검사 결과를 보면 성장률을 알 수 있다. 연구에 사용된 가장 작은 표본의 나이는 세 살, 몸무게는 1 킬로그램 미만이었고, 가장 큰 것은 아홉살에 몸무게가 거의 20 킬로크램 정도였다. 이것으로 보아 프시타코사우루스는 대부분의 파충류나 유대류 포유류에 비해 빠른 성장률을 보이나 현생 조류와 유태반류 포유류보다는 느린 성장을 한다는 것을 알 수 있다. 나이를 확인하기 위한 연구가 P. mongoliensis 화석을 가지고 수행되었고, 성장 고리의 수를 세는 방식으로 원시적인 각룡류의 수명이 10에서 11년 정도였다는 결론이 내려졌다.

### 다리의 기능

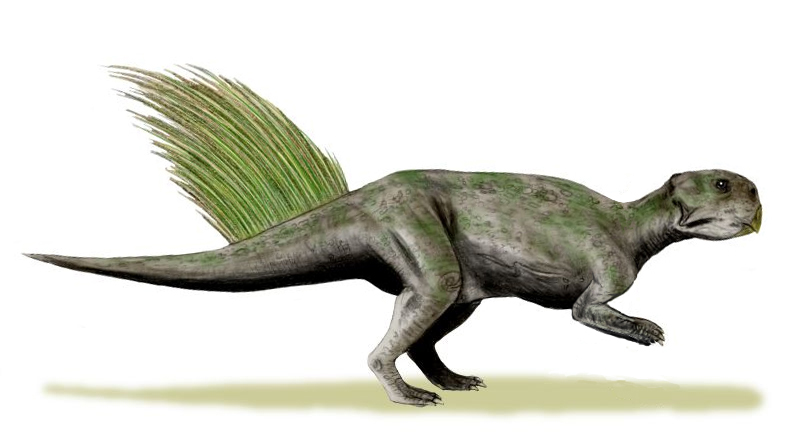
P. mongoliensis 복원도

필 센터(Phil Senter)는 2007년에 프시타코사우루스 네이몽골리엔시스와 프시타코사우루스 몽골리엔시스를 연구하여 이들 분류군 (그리고 아마도 다른 프시타코사우루스 종들 역시)의 앞다리가 땅에 닿기에는 너무 짧고, 발목이 회전하는 각도도 작아서 추진력을 얻기에는 부적합하다고 보고 프시타코사우루스가 완전한 이족보행을 했을 것이라고 결론내렸다. 땅을 파거나 음식물을 입까지 옮기기에도 너무 짧아서 센터는 프시타코사우루스가 땅을 파야 할 일이 있으면 아마도 뒷다리를 이용했을 것이라고 주장했다. 앞다리는 두 앞발로 물건을 잡거나 몸을 긁는 데 이용되었을 수 있지만 유연성이 극도로 부족하고 팔이 짧아서 배나 몸의 측면에 아주 가까이 있는 물체만 잡을 수 있었을 것이고 긁는 것도 배와 몸통, 그리고 무릎 정도만 가능했을 것이다. 앞발이 입까지 닿지는 않았지만 앞발을 이용해 둥지를 만들 재료를 옮기거나 음식물을 원하는 곳으로 옮기는 데 이용했을 수는 있다. 프시타코사우루스가 완전한 이족보행을 했을 것이라는 가설에 브리스톨 대학의 치 자오(Qi Zhao)가 새로운 사실을 발견해 반론을 제시했다. 한 살에서 열 살까지 다양한 연령대의 프시타코사우루스 다리뼈 16 개의 단면을 잘라보고 자오는 프시타코사우루스가 아마도 이차적으로 이족보행을 했을 것이라고 보았다. 태어난 후 세 살까지 어린 프시타코사우루스의 앞다리는 뒷다리보다 빠른 속도로 자랐다. 네 살에서 여섯 살 사이에는 팔의 성장이 느려지고 다리의 성장이 빨라지면서 성숙하게 된다. 이 시점에서 프시타코사우루스는 이족보행으로 전환했을 것이다. 이 발견으로 인해 프시타코사우루스의 조상은 아마도 사족보행을 하다가 진화를 함에 따라 이족보행을 할 수 있게 되었으나 어릴 때는 조상 때와 마찬가지로 사족보행을 했으리라는 추론이 가능해졌다. 또한 다른 여러 공룡들 역시 이와 비슷한 진화 과정을 거쳤으리라는 가설을 세워볼 수 있게 되었다.

### 무리지어 발견되는 어린 프시타코사우루스들

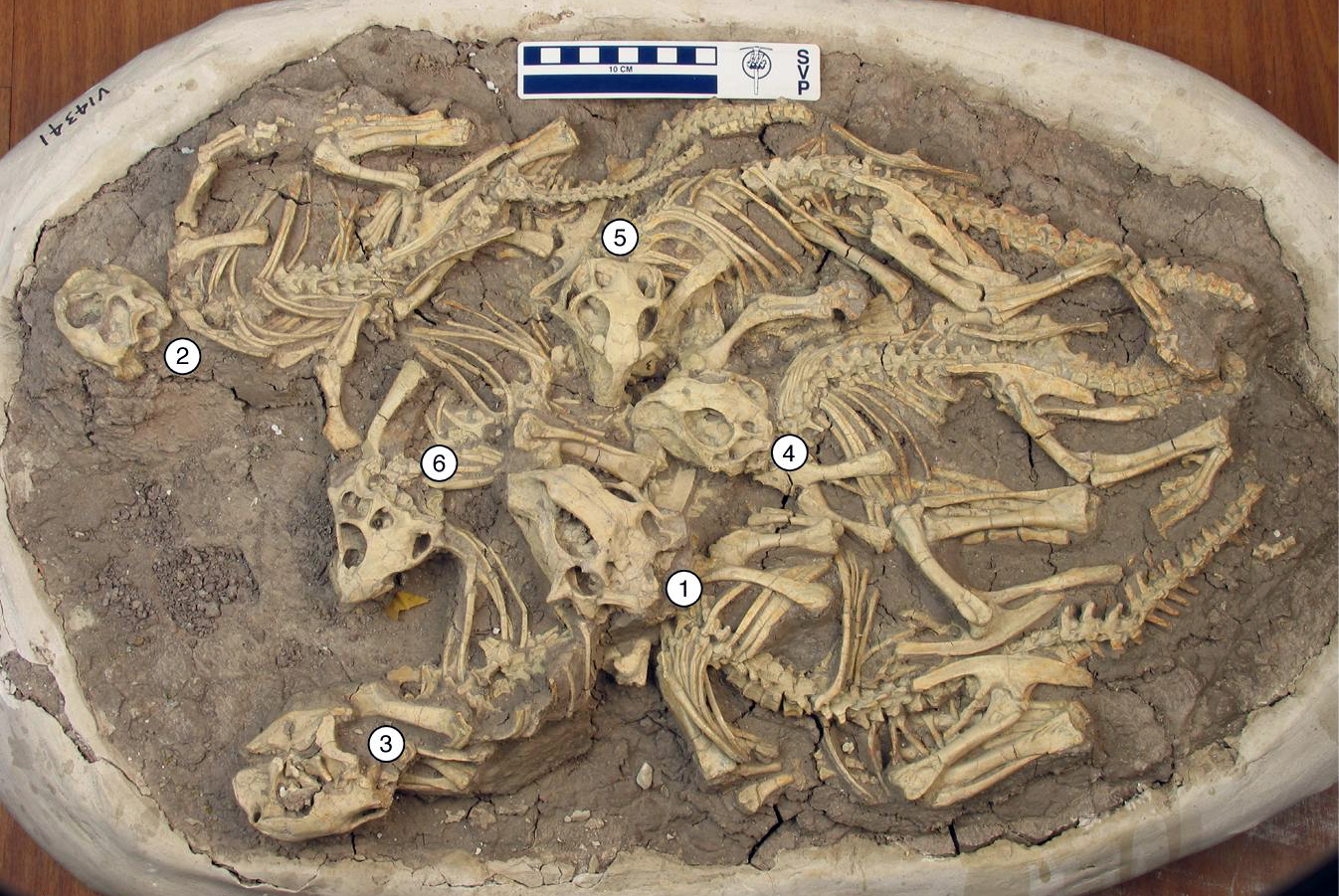
어린 프시타코사우루스들이 한꺼번에 죽은 채로 발견된 화석. IVPP V14341

어린 프시타코사우루스 여섯 마리가 화산폭발로 인한 진흙사태에 묻혀 죽은 화석은 최소한 두 번에 걸쳐 부화한 두 무리의 새끼들이 함께 자랐다는 것을 보여준다. 이 발견으로 프시타코사우루스들이 알에서 깨어난지 얼마 안 되는 기간 동안 둥지 안에서만 같이 생활하는 것이 아니라 그보다 더 오래 무리지어 생활한다는 증거가 되며 각룡류에서 발견되는 증거 중에서는 가장 이른 시기의 것이다. 아주 어린 프시타코사우루스의 이빨에도 마모된 흔적이 보여서 이들이 음식을 씹어 먹었다는 것과, 알에서 깨어나자마자 고도의 활동을 할 수 있었다는 것을 알려준다. 또 다른 어린 프시타코사우루스 무리의 화석을 보면 서로 다른 나이의 표본들이 한 그룹에서 발견된다. 이 프시타코사우루스들은 한 무리로 같이 지내면서 서로를 보호해 주거나, 함께 음식을 찾거나, 혹은 부모의 둥지에서 새끼들을 돌보는 역할을 하고 있었던 것으로 보인다. 부모가 새끼를 돌보았다는 증거는 발견되지 않았다.
2004년에 중국 랴오닝 지방의 이셴 층에서 발견된 표본은 공룡 부모가 새끼를 돌보았다는 증거로 제시되었다. 표본 DNHM D2156 은 34 마리의 어린 프시타코사우루스의 거의 완전한 골격들로 구성되어 있는데, 성체의 두개골이 매우 가까운 곳에서 발견되었다. 어린 프시타코사우루스들은 모두 거의 같은 나이로 보이는데, 성체 화석 밑에 무리지어 포개져 있었고, 두개골은 살아있을 때와 마찬가지로 모두 몸통보다 위쪽에 위치하고 있었다. 이들은 묻히기 직전까지 살아있었던 것 같은데, 아마도 굴이 무너져서 순식간에 묻혔던 것으로 보인다. 하지만 2013년에 출판된 논문에 의하면 성체의 표본은 둥지와 관련이 없으며 새끼들이 발견된 부분과 두개골이 발견된 부분이 퇴적학적으로 연관이 없고 그 위에 접착제로 붙여졌다는 것을 지적했다. 억지로 연관지어진 이 화석으로 성체의 두개골이 아마도 "엄마"로 34 마리의 새끼들을 돌보았으리라는 근거가 부족한 추론을 낳았다. 게다가 성체 화석은 여섯 살인 것으로 밝혀졌는데 조직학 연구를 통해 P. mongoliensis는 열 살이나 되어야 번식이 가능하다고 알려져 있다. 또, 한 마리의 어미가 한 번에 34 마리나 되는 새끼를 돌보았을 가능성도 낮다.
2014년에 동일한 표본을 가지고 연구한 논문에서는 새끼들과 가까운 곳에서 6 살 짜리 화석이 발견된 이유는 조금 더 큰 새끼가 어린 새끼들을 돌보는 데 도움을 주고 있었기 때문이라는 결론을 내렸다. 현생 조류에서 발견되는 협동 육아(cooperative breeding)가 이와 비슷한 경우로 생각된다.

### 수중생활을 했을 가능성
포드와 마틴은 2010년에 프시타코사우루스가 반수생이며 꼬리와 다리를 이용해 악어처럼 헤엄쳤을 것이라고 주장했다. 이들의 해석은 많은 표본들이 호수퇴적환경에서 발견되었다는 점, 콧구멍과 눈의 위치, 팔다리 움직임의 범위, 긴 셰브론 뼈가 있는 꼬리와 꼬리에 있었던 털이 지느러미 역할을 했을 가능성, 그리고 무게추로 이용되었을 수도 있는 위석 등에 기반하고 있다. 프시타코사우루스의 어떤 종은 육상생활에 더 적응했을 것이라고 보았다.

### 프시타코사우루스를 잡아먹었던 동물들

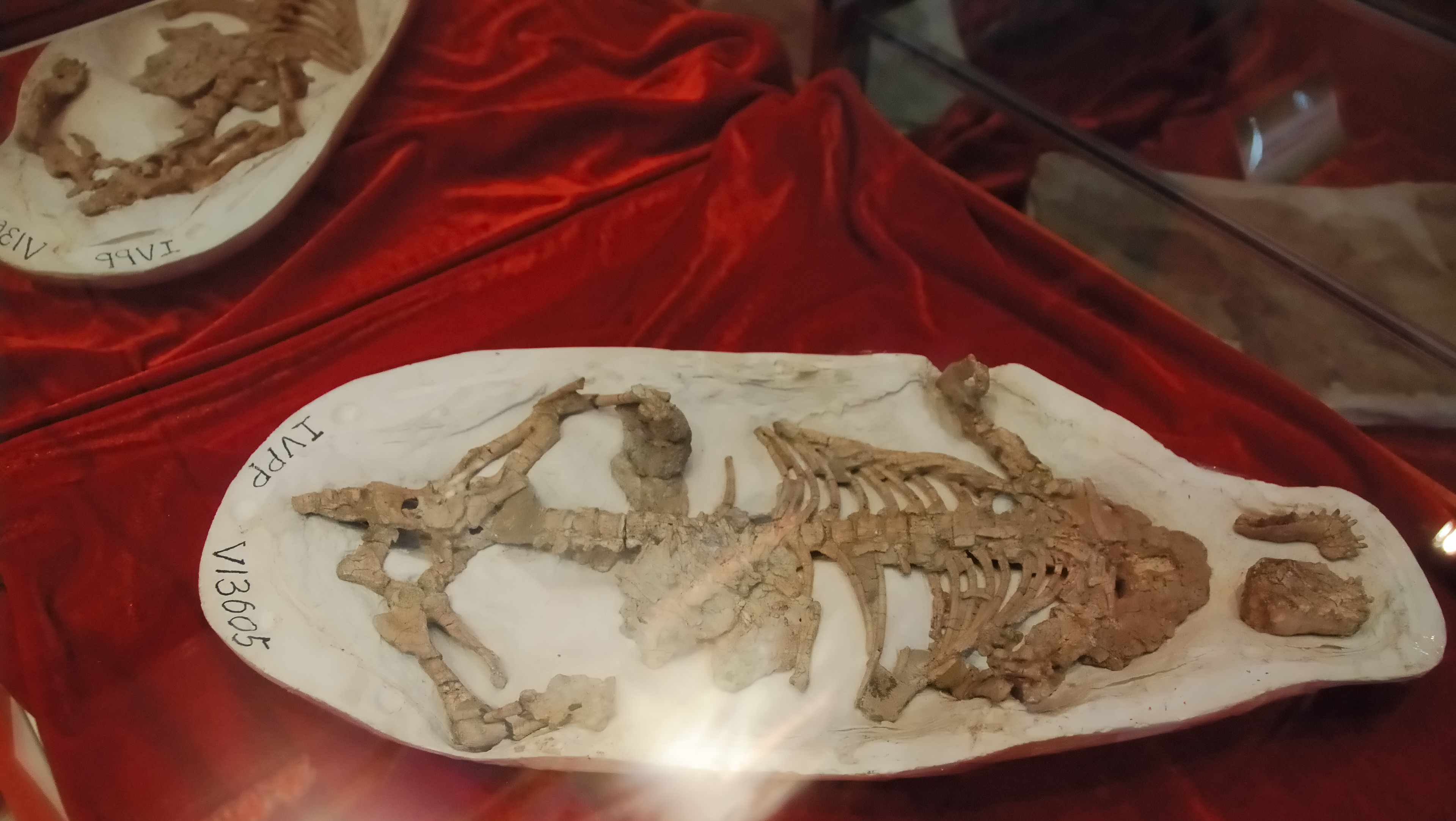
배 속에서 프시타코사우루스의 잔해가 발견된 레페노마무스 로부스투스의 표본

이셴 층에서 발견된 또다른 화석이 프시타코사우루스를 잡아먹었다는 뚜렷한 증거를 보여주었다. 대형 트리코노돈트 포유류인 레페노마무스 로부스투스의 표본 하나는 복강에 어린 프시타코사우루스의 잔해가 들어 있는 채로 화석화되었다. 몇몇 새끼들의 골격이 온전히 유지된 채 있었기 때문에 육식성 포유류인 레페노마무스가 먹이를 통째로 삼켰다는 것을 알 수 있다. 이 화석 표본은 중생대 포유류가 살아 있는 공룡을 잡아먹었다는 것을 보여준 첫번째 예로 기록되었다. 어린 프시타코사우루스를 잡아먹는 동물들이 많았던 것이 프시타코사우루스를 R-선택형 생물로 만들어 새끼를 많이 낳아 잡아먹히는 것에 대비하게 했을 가능성도 있다.

### 병리학
알려져 있는 400 개체 이상의 프시타코사우루스 표본 중 병을 가지고 있었던 것으로 보고된 것은 단 한 개체뿐이다. 이 표본은 P. mongoliensis의 완전한 성체골격으로 이셴 층 하부에서 발견되었다. 골절의 흔적은 보이지 않으나 오른쪽 종아리뼈 중간 쯤에 감염이 있었던 것이 뚜렷하게 보인다. 이 뼈에는 크고 둥글게 움푹 패인 자국이 있어 이 부분에 혈액 공급이 멈춰 괴사가 일어났다는 증거가 보인다. 이 움푹 패인 자국 주위에는 커다랗게 부풀었던 흔적이 뼈의 아래쪽 1/3 을 차지하고 있다. 다쳤던 곳 주위에 두껍게 새로 뼈가 생성된 것은 이 동물이 부상 과 그 이후의 감염을 이겨내가 상당히 오랫동안 살았다는 것을 나타낸다. 프시타코사우루스과 공룡은 이족보행을 했기 때문에 아마 체중을 지탱하는 다리뼈에 이런 상처가 있었다면 치명적이었을 것이다. 넙다리뼈이나 정강뼈과 달리 종아리뼈는 체중을 지탱하지 않기 때문에 이 개체는 다쳐서도 어느 정도 걸을 수 있었을 것이다. 부상의 원인은 밝혀지지 않았다.

## 기원

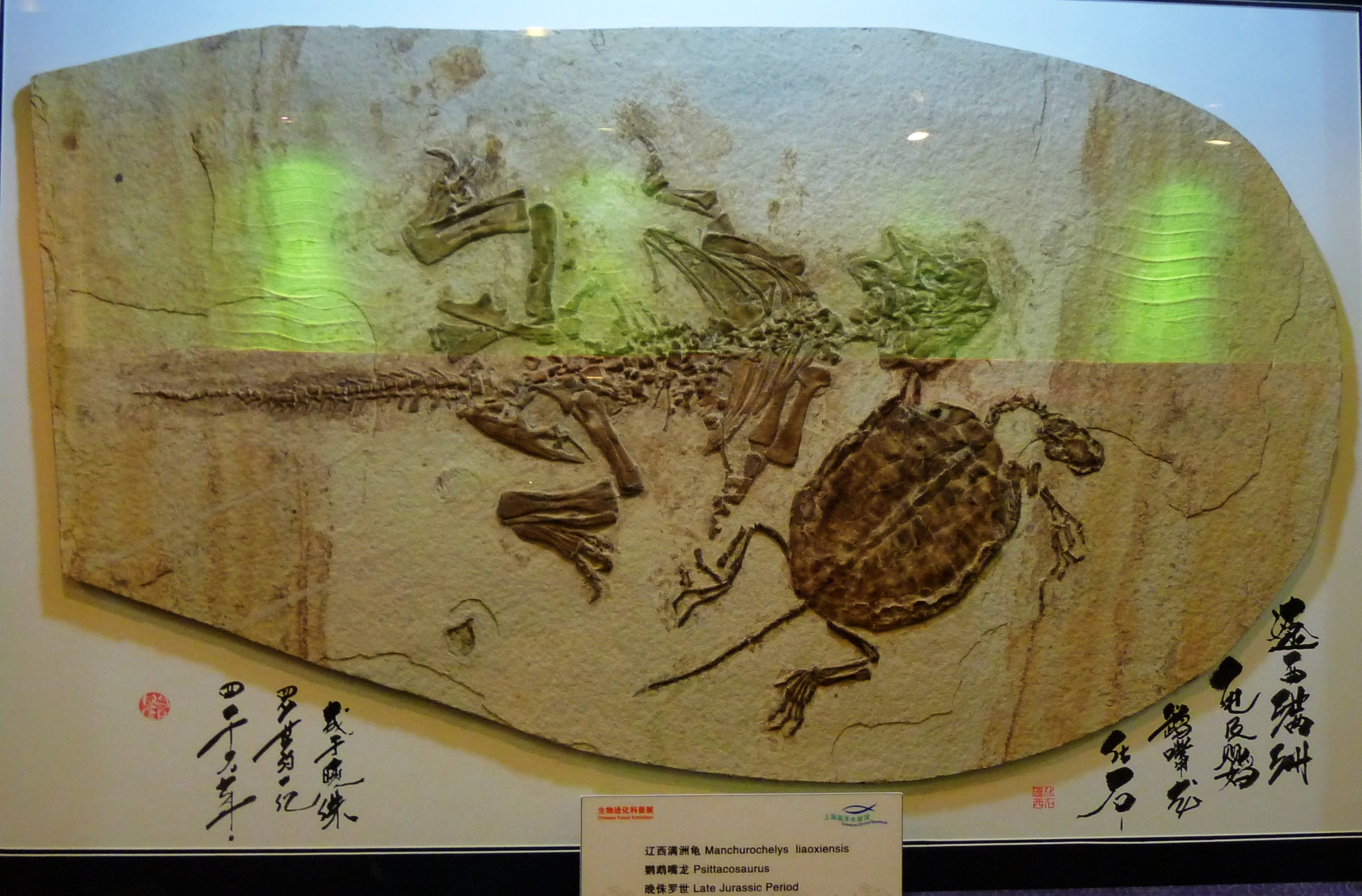
오르도세미스 리아오시엔시스와 같은 암석에 보존된 프시타코사우루스의 화석. 샹하이 수족관에 전시되어 있다.

프시타코사우루스는 400 개체 이상의 표본으로부터 알려져 있으며 이 중 75 개체가 모식종인 P. mongoliensis으로 분류되어 있다. 지금까지 모든 프시타코사우루스 화석은 아시아의 백악기 전기 지층에서 발견되었다. 발견된 지역은 시베리아 남부에서 중국 북부, 혹은 남쪽으로 태국에까지 걸쳐 있다. 프시타코사우루스 화석이 발견되는 지층은 대개 백악기 전기의 바렘절 후기에서 알비절, 혹은 1억 2500만년에서 1억년 전 사이에서 발견된다. 이 시기에 만들어진 몽골과 북중국의 여러 육성퇴적층에서 프시타코사우루스가 발견되며 이 지역의 해당 시기에 대해 프시타코사우루스 생층서대를 정립할 수 있게 되었다.
가장 이른 시기의 것으로 밝혀진 프시타코사우루스는 P. lujiatunensis로 이셴 층의 최하부 지층에서 발견되었다. 200 개체 이상의 프시타코사우루스 속 화석이 이셴 층의 이곳과 다른 지층에서 발견되었는데 이 지층의 연대는 논쟁에 대해서는 논쟁이 있다. 방사성 동위원소를 이용한 초기의 연구들에서는 이셴 층을 프시타코사우루스가 발견될 것으로 기대할 수 있는 시대와 수천만 년 차이가 나는 쥐라기의 지층으로 보았으나 최근의 연구들에 의하면 이셴 층의 연대는 백악기 전기인 것으로 보인다. 아르곤-아르곤 연대측정법을 이용하여 중국 과학자들이 이셴 층의 최하부 지층 연대를 측정하나 1억 2800만 년으로 나왔고 최상부는 1억 2200만 년으로 측정되었다. 더 최근에 중국에서 이루어진 연구에서 우라늄-납 연대측정법을 사용한 결과 최하부 지층은 더 젊어서 1억 2500만 년 정도였고, 최상부 지층은 이전과 마찬가지로 1억 2200만 년인 것으로 나타났다.

## 분류
프시타코사우루스는 1923년에 고생물학자이자 미국 자연사박물관(AMNH)의 관장이었던 헨리 페어필드 오스본이 10월 19일에 출판한 논문에서 명명되었다. 속명은 고대 그리스어로 "앵무새"를 뜻하는 프시타코스(ψιττακος/psittakos)와 "도마뱀"을 뜻하는 사우로스(σαυρος/sauros)로부터 온 것으로, 얼핏 보기에 앵무새의 부리와 비슷한 프시타코사우루스의 부리 모양과 파충류인 점을 가리키는 것이다.

### 프시타코사우루스속의 종

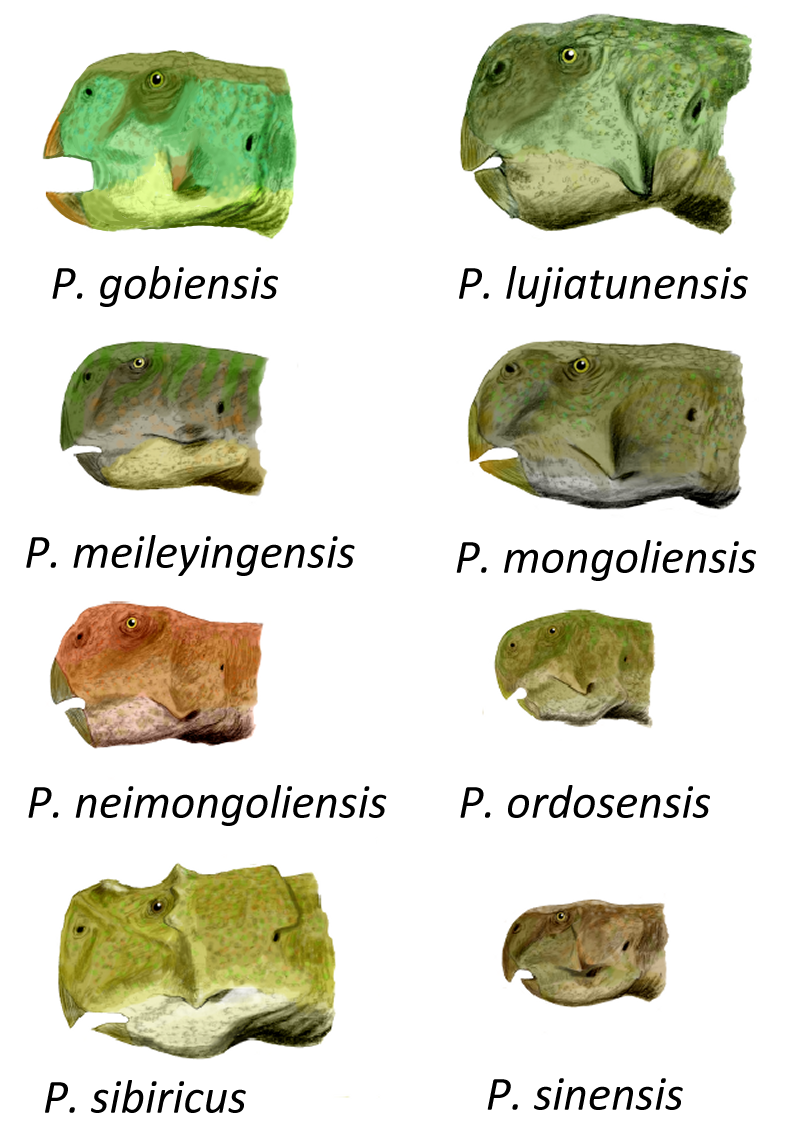
프시타코사우루스에 속한 8 종의 복원도. 실제 크기에 비례하게 그려짐.

프시타코사우루스 속으로 분류된 종의 수는 모두 열일곱 개지만 오늘날에는 아홉에서 열한 종만이 유효한 것으로 간주되고 있다. 한 공룡 속에 포함되는 종의 수로는 (조류는 제외하고) 가장 많은 것이다. 대조적으로, 대부분의 공룡 속은 하나의 종만을 가지고 있다. 이런 차이는 아마 화석 기록의 특이성 때문에 오는 것으로 보인다. 프시타코사우루스는 수백 개의 화석 표본을 통해 알려져 있지만 대부분의 공룡 종들은 훨씬 적은 수의 표본, 종종 단 하나의 표본으로부터 알려져 있다. 표본 수가 매우 많기 때문에 프시타코사우루스는 대부분의 공룡 속들보다 훨씬 완벽한 분석이 가능했고, 그 결과 더 많은 종을 인지할 수 있게 되었다. 대부분의 현생 동물 속들 역시 여러 종을 포함하고 있는데, 이것으로 보아 멸종한 공룡 종도 비슷하리라고 생각할 수 있으나 이들 종의 대부분은 보존되지 않았을 수 있다. 여기에 더해 대부분의 공룡들은 골격만이 알려져 있어서 형태학적인 관점에서 볼 수밖에 없는데, 현생 종들의 경우 골격 형태는 매우 유사하더라도 그 외의 측면들에서 다를 수 있다. 행동이나 색깔 등 여타의 측면들은 일반적으로 화석 기록에 보존되지 않기 때문에 실제 공룡의 종 다양성은 현재의 공룡 속들에서 인지되고 있는 것보다 훨씬 높을 수 있다.
- 유효한 프시타코사우루스 종들
  - 프시타코사우루스 몽골리엔시스(Psittacosaurus mongoliensis)[34][39] — 몽골, 중국 북부
  - 프시타코사우루스 시넨시스(Psittacosaurus sinensis)[40] — 중국 북동부
  - 프시타코사우루스 메일레잉엔시스(Psittacosaurus meileyingensis)[7] — 중국 북중부
  - 프시타코사우루스 신장엔시스(Psittacosaurus xinjiangensis)[41] — 중국 북서부
  - 프시타코사우루스 네이몽골리엔시스(Psittacosaurus neimongoliensis)[5] — 중국 북중부
  - 프시타코사우루스 오르도센시스(Psittacosaurus ordosensis)[5] — 중국 북중부
  - 프시타코사우루스 마종샤넨시스(Psittacosaurus mazongshanensis)[42] — 중국 북서부
  - 프시타코사우루스 시비리쿠스(Psittacosaurus sibiricus)[9][43] — 러시아( 시베리아 남부)
  - 프시타코사우루스 루자투넨시스(Psittacosaurus lujiatunensis)[8] — 중국 북동부
  - 프시타코사우루스 고비엔시스(Psittacosaurus gobiensis)[13] — 내몽골
- 프시타코사우루스일 수도 있는 종
  - ?프시타코사우루스 사타야라키(Psittacosaurus sattayaraki)[44][45] — 태국

### 분류체계

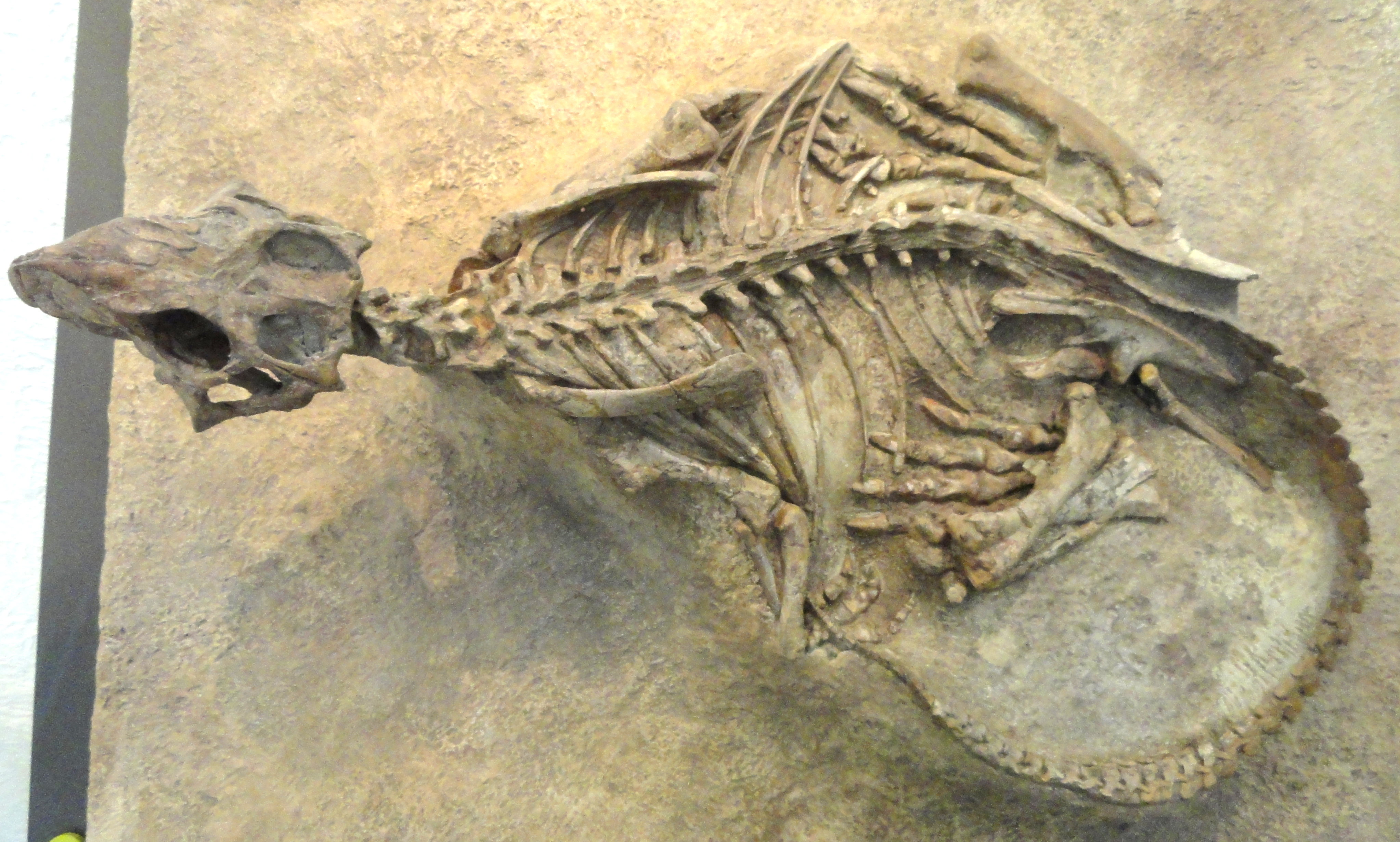
P. mongoliensis의 완모식표본. 미국 자연사박물관

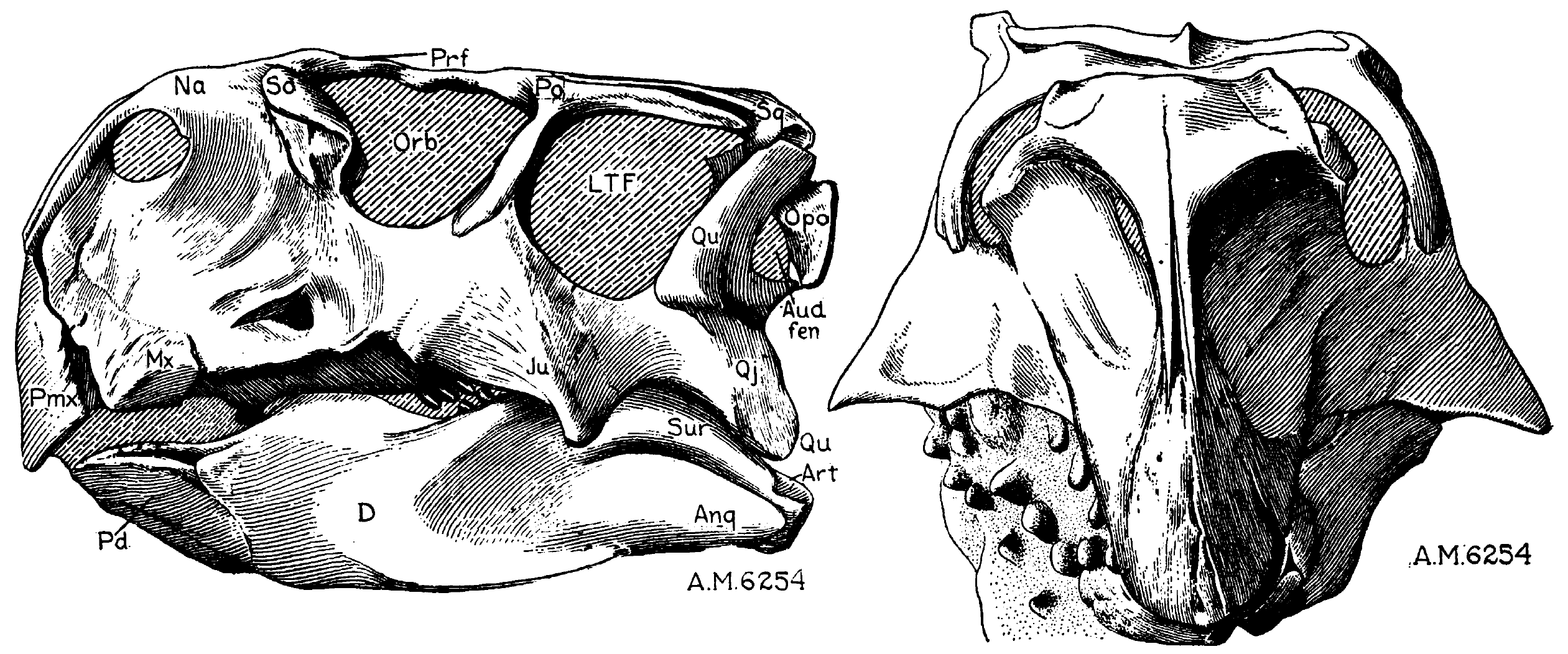
P. mongoliensis 완모식표본의 두개골. 오스본의 1923년 논문에서

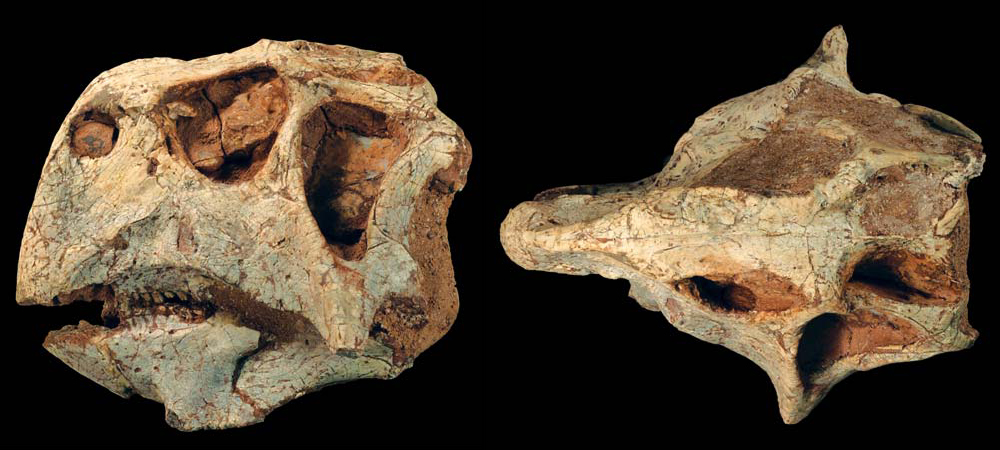
P. lujiatunensis의 두개골

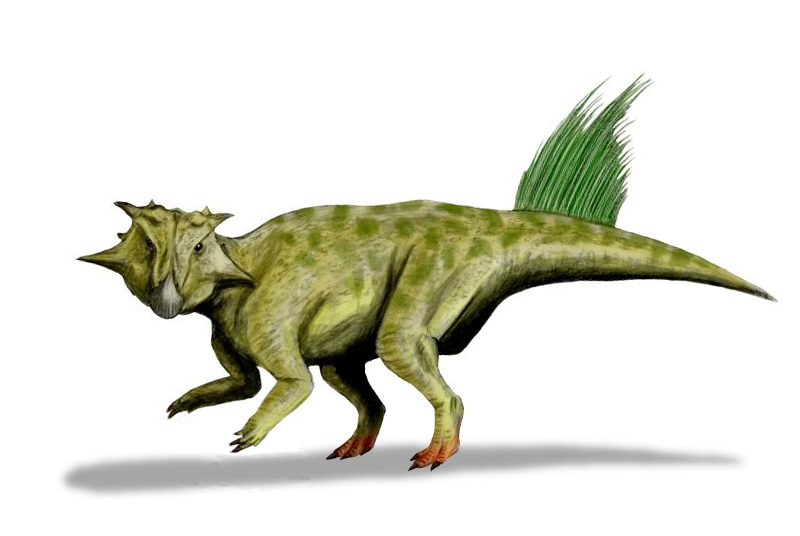
P. sibiricus 복원도

프시타코사우루스는 프시타코사우루스과의 모식속으로 프시타코사우루스과는 역시 오스본이 1923년에 명명했다. 프시타코사우루스과는 인롱과 아마도 차오양사우루스과를 제외하면 거의 모든 각룡류보다 원시적이다. 프시타코사우루스과가 각룡류의 가계도에서 일찍 갈라져나간 가지이긴 하지만 프시타코사우루스 자체는 아마도 각룡류 중 어느 무리와도 직접적인 조상-후손 관계를 가지고 있지 않은 것으로 보인다. 다른 각룡류들은 모두 앞발에 조상으로부터 물려받은 원시형질인 다섯번째 발가락을 그대로 가지고 있으나 프시타코사우루스의 모든 종들은 앞발에 네 개의 발가락만을 가지고 있다. 거기에 더해 두개골의 눈구멍과 콧구멍 사이에 있는 전안와창 역시 프시타코사우루스과에서는 보이지 않으나 대부분의 다른 각룡류, 아니 대부분의 다른 지배파충류에서 찾아볼 수 있다. 다섯번째 발가락이나 전안와창이 한 번 없어졌다가 다른 각룡류나 지배파충류들에서 다시 나타났을 가능성은 매우 낮다고 본다.
프시타코사우루스의 여러 종들이 명명되긴 했지만 이들 사이의 관계는 완전히 연구되지 않았기 때문에 이에 대한 과학계의 동의가 이루어지지는 않고 있다. 몇몇 계통발생학적 분석이 발표되었고, 그 중 자세한 연구로는 알렉산더 아베리아노프와 동료들이 2006년에 발표한 것과 하이-루 요우와 동료들이 2008년에 발표한 것, 그리고 폴 세레노가 2010년에 발표한 논문 등이 있다.
아베리아노프 외 (2006):

|  | P. sibiricus |
|  |              |
|  | P. sinensis  |
|  |              |

|  | P. neimongoliensis |
|  | |
|  | P. ordosensis |
|  | |
|  | \| \| Yixian Psittacosaurus sp. \| \| \| \| \| \| P. mazongshanensis \| \| \| \| \| \| P. meileyingensis \| \| \| \| \| \| P. mongoliensis \| \| \| \| \| \| P. xinjiangensis \| \| \| \| |
|  | |
|  | Yixian Psittacosaurus sp. |
|  | |
|  | P. mazongshanensis |
|  | |
|  | P. meileyingensis |
|  | |
|  | P. mongoliensis |
|  | |
|  | P. xinjiangensis |
|  | |

|  | Yixian Psittacosaurus sp. |
|  |                           |
|  | P. mazongshanensis        |
|  |                           |
|  | P. meileyingensis         |
|  |                           |
|  | P. mongoliensis           |
|  |                           |
|  | P. xinjiangensis          |
|  |                           |

|  | P. sibiricus |
|  |              |
|  | P. sinensis  |
|  |              |

|  | P. neimongoliensis |
|  | |
|  | P. ordosensis |
|  | |
|  | \| \| Yixian Psittacosaurus sp. \| \| \| \| \| \| P. mazongshanensis \| \| \| \| \| \| P. meileyingensis \| \| \| \| \| \| P. mongoliensis \| \| \| \| \| \| P. xinjiangensis \| \| \| \| |
|  | |
|  | Yixian Psittacosaurus sp. |
|  | |
|  | P. mazongshanensis |
|  | |
|  | P. meileyingensis |
|  | |
|  | P. mongoliensis |
|  | |
|  | P. xinjiangensis |
|  | |

|  | Yixian Psittacosaurus sp. |
|  |                           |
|  | P. mazongshanensis        |
|  |                           |
|  | P. meileyingensis         |
|  |                           |
|  | P. mongoliensis           |
|  |                           |
|  | P. xinjiangensis          |
|  |                           |

요우 외(2008):

|  | P. sibiricus |
|  |              |
|  | P. sinensis  |
|  |              |

|  | P. lujiatunensis   |
|  |                    |
|  | P. mazongshanensis |
|  |                    |

|  | P. major                                                              |
|  |                                                                       |
|  | P. neimongoliensis                                                    |
|  |                                                                       |
|  | \| \| P. meileyingensis \| \| \| \| \| \| P. mongoliensis \| \| \| \| |
|  |                                                                       |
|  | P. meileyingensis                                                     |
|  |                                                                       |
|  | P. mongoliensis                                                       |
|  |                                                                       |

|  | P. meileyingensis |
|  |                   |
|  | P. mongoliensis   |
|  |                   |

|  | P. lujiatunensis   |
|  |                    |
|  | P. mazongshanensis |
|  |                    |

|  | P. major                                                              |
|  |                                                                       |
|  | P. neimongoliensis                                                    |
|  |                                                                       |
|  | \| \| P. meileyingensis \| \| \| \| \| \| P. mongoliensis \| \| \| \| |
|  |                                                                       |
|  | P. meileyingensis                                                     |
|  |                                                                       |
|  | P. mongoliensis                                                       |
|  |                                                                       |

|  | P. meileyingensis |
|  |                   |
|  | P. mongoliensis   |
|  |                   |

|  | P. sibiricus |
|  |              |
|  | P. sinensis  |
|  |              |

|  | P. lujiatunensis   |
|  |                    |
|  | P. mazongshanensis |
|  |                    |

|  | P. major                                                              |
|  |                                                                       |
|  | P. neimongoliensis                                                    |
|  |                                                                       |
|  | \| \| P. meileyingensis \| \| \| \| \| \| P. mongoliensis \| \| \| \| |
|  |                                                                       |
|  | P. meileyingensis                                                     |
|  |                                                                       |
|  | P. mongoliensis                                                       |
|  |                                                                       |

|  | P. meileyingensis |
|  |                   |
|  | P. mongoliensis   |
|  |                   |

|  | P. lujiatunensis   |
|  |                    |
|  | P. mazongshanensis |
|  |                    |

|  | P. major                                                              |
|  |                                                                       |
|  | P. neimongoliensis                                                    |
|  |                                                                       |
|  | \| \| P. meileyingensis \| \| \| \| \| \| P. mongoliensis \| \| \| \| |
|  |                                                                       |
|  | P. meileyingensis                                                     |
|  |                                                                       |
|  | P. mongoliensis                                                       |
|  |                                                                       |

|  | P. meileyingensis |
|  |                   |
|  | P. mongoliensis   |
|  |                   |

세레노 (2010):

|  | P. meileyingensis                                             |
|  |                                                               |
|  | \| \| P. lujiatunensis \| \| \| \| \| \| P. major \| \| \| \| |
|  |                                                               |
|  | P. lujiatunensis                                              |
|  |                                                               |
|  | P. major                                                      |
|  |                                                               |

|  | P. lujiatunensis |
|  |                  |
|  | P. major         |
|  |                  |

|  | P. sp. (later P. gobiensis)                                        |
|  |                                                                    |
|  | P. sibiricus                                                       |
|  |                                                                    |
|  | \| \| P. neimongoliensis \| \| \| \| \| \| P. sinensis \| \| \| \| |
|  |                                                                    |
|  | P. neimongoliensis                                                 |
|  |                                                                    |
|  | P. sinensis                                                        |
|  |                                                                    |

|  | P. neimongoliensis |
|  |                    |
|  | P. sinensis        |
|  |                    |

|  | P. meileyingensis                                             |
|  |                                                               |
|  | \| \| P. lujiatunensis \| \| \| \| \| \| P. major \| \| \| \| |
|  |                                                               |
|  | P. lujiatunensis                                              |
|  |                                                               |
|  | P. major                                                      |
|  |                                                               |

|  | P. lujiatunensis |
|  |                  |
|  | P. major         |
|  |                  |

|  | P. sp. (later P. gobiensis)                                        |
|  |                                                                    |
|  | P. sibiricus                                                       |
|  |                                                                    |
|  | \| \| P. neimongoliensis \| \| \| \| \| \| P. sinensis \| \| \| \| |
|  |                                                                    |
|  | P. neimongoliensis                                                 |
|  |                                                                    |
|  | P. sinensis                                                        |
|  |                                                                    |

|  | P. neimongoliensis |
|  |                    |
|  | P. sinensis        |
|  |                    |

|  | P. meileyingensis                                             |
|  |                                                               |
|  | \| \| P. lujiatunensis \| \| \| \| \| \| P. major \| \| \| \| |
|  |                                                               |
|  | P. lujiatunensis                                              |
|  |                                                               |
|  | P. major                                                      |
|  |                                                               |

|  | P. lujiatunensis |
|  |                  |
|  | P. major         |
|  |                  |

|  | P. sp. (later P. gobiensis)                                        |
|  |                                                                    |
|  | P. sibiricus                                                       |
|  |                                                                    |
|  | \| \| P. neimongoliensis \| \| \| \| \| \| P. sinensis \| \| \| \| |
|  |                                                                    |
|  | P. neimongoliensis                                                 |
|  |                                                                    |
|  | P. sinensis                                                        |
|  |                                                                    |

|  | P. neimongoliensis |
|  |                    |
|  | P. sinensis        |
|  |                    |

|  | P. meileyingensis                                             |
|  |                                                               |
|  | \| \| P. lujiatunensis \| \| \| \| \| \| P. major \| \| \| \| |
|  |                                                               |
|  | P. lujiatunensis                                              |
|  |                                                               |
|  | P. major                                                      |
|  |                                                               |

|  | P. lujiatunensis |
|  |                  |
|  | P. major         |
|  |                  |

|  | P. sp. (later P. gobiensis)                                        |
|  |                                                                    |
|  | P. sibiricus                                                       |
|  |                                                                    |
|  | \| \| P. neimongoliensis \| \| \| \| \| \| P. sinensis \| \| \| \| |
|  |                                                                    |
|  | P. neimongoliensis                                                 |
|  |                                                                    |
|  | P. sinensis                                                        |
|  |                                                                    |

|  | P. neimongoliensis |
|  |                    |
|  | P. sinensis        |
|  |                    |

P. lujiatunensis 가 다른 모든 종들보다 원시적일 가능성이 제시되었다. 화석 기록에서 가장 일찍 나타난다는 사실과 일관된 것으로 보인다.